# خط عرض 29° شمال
خط عرض 29° شمال هي إحدى دوائر العرض الجغرافية، وهي دوائر وهمية تحيط بالكرة الأرضية، وموازية لخط الاستواء، وتتميز هذه الدائرة بأن الأراضي الواقعة عليها تنتمي للمنطقة المدارية الحارة.

## حول العالم
يبدأ من خط الزوال الأولي ويتجه شرقا، خط عرض 29° شمال يمر عبر:
| الإحداثيات                           | البلد أو الإقليم أو البحر | ملاحظات |
| ------------------------------------ | ------------------------- | --- |
| 29°0′N 0°0′E / 29.000°N 0.000°E      | الجزائر                   | |
| 29°0′N 9°52′E / 29.000°N 9.867°E     | ليبيا                     | |
| 29°0′N 25°0′E / 29.000°N 25.000°E    | مصر                       | |
| 29°0′N 32°37′E / 29.000°N 32.617°E   | البحر الأحمر              | خليج السويس |
| 29°0′N 33°11′E / 29.000°N 33.183°E   | مصر                       | شبه جزيرة سيناء |
| 29°0′N 34°41′E / 29.000°N 34.683°E   | البحر الأحمر              | خليج العقبة |
| 29°0′N 34°52′E / 29.000°N 34.867°E   | السعودية                  | |
| 29°0′N 47°27′E / 29.000°N 47.450°E   | الكويت                    | |
| 29°0′N 48°10′E / 29.000°N 48.167°E   | الخليج العربي             | |
| 29°0′N 50°56′E / 29.000°N 50.933°E   | إيران                     | |
| 29°0′N 61°31′E / 29.000°N 61.517°E   | باكستان                   | بلوشستان (باكستان) البنجاب (باكستان) |
| 29°0′N 72°51′E / 29.000°N 72.850°E   | الهند                     | راجستان هاريانا أتر برديش أوتاراخند |
| 29°0′N 80°8′E / 29.000°N 80.133°E    | نيبال                     | |
| 29°0′N 84°9′E / 29.000°N 84.150°E    | جمهورية الصين الشعبية     | منطقة التبت ذاتية الحكم |
| 29°0′N 94°10′E / 29.000°N 94.167°E   | الهند                     | أروناجل برديش - تملكه جمهورية الصين الشعبية |
| 29°0′N 96°11′E / 29.000°N 96.183°E   | جمهورية الصين الشعبية     | Tibet, لحوالي 12 km |
| 29°0′N 96°18′E / 29.000°N 96.300°E   | الهند                     | أروناجل برديش - لحوالي 17 km, تملكه جمهورية الصين الشعبية                                                                                       |
| 29°0′N 96°29′E / 29.000°N 96.483°E   | جمهورية الصين الشعبية     | Tibet يونان (الصين) (لحوالي 14 km) سيتشوان تشونغتشينغ قويتشو Chongqing (لحوالي 10 km) Guizhou Chongqing خونان جيانغشي تشيجيانغ                  |
| 29°0′N 121°41′E / 29.000°N 121.683°E | بحر الصين الشرقي          | Passing between the جزر Kaminonejima (في 28°50′N 129°00′E / 28.833°N 129.000°E) و Takarajima (في 29°7′N 129°13′E / 29.117°N 129.217°E), اليابان |
| 29°0′N 129°7′E / 29.000°N 129.117°E  | المحيط الهادئ             | |
| 29°0′N 118°23′W / 29.000°N 118.383°W | المكسيك                   | جزيرة غوادالوبي |
| 29°0′N 118°18′W / 29.000°N 118.300°W | المحيط الهادئ             | |
| 29°0′N 114°36′W / 29.000°N 114.600°W | المكسيك                   | ولاية باها كاليفورنيا |
| 29°0′N 113°33′W / 29.000°N 113.550°W | خليج كاليفورنيا           | |
| 29°0′N 113°8′W / 29.000°N 113.133°W  | المكسيك                   | Isla Ángel de la Guarda (southernmost tip, لحوالي 2 km)                                                                                         |
| 29°0′N 113°7′W / 29.000°N 113.117°W  | خليج كاليفورنيا           | |
| 29°0′N 112°30′W / 29.000°N 112.500°W | المكسيك                   | Tiburón Island و the mainland |
| 29°0′N 103°17′W / 29.000°N 103.283°W | الولايات المتحدة          | تكساس - لحوالي 17 km |
| 29°0′N 103°7′W / 29.000°N 103.117°W  | المكسيك                   | |
| 29°0′N 100°39′W / 29.000°N 100.650°W | الولايات المتحدة          | تكساس |
| 29°0′N 95°13′W / 29.000°N 95.217°W   | خليج المكسيك              | |
| 29°0′N 89°22′W / 29.000°N 89.367°W   | الولايات المتحدة          | Mississippi River Delta، لويزيانا |
| 29°0′N 89°9′W / 29.000°N 89.150°W    | خليج المكسيك              | |
| 29°0′N 82°46′W / 29.000°N 82.767°W   | الولايات المتحدة          | فلوريدا |
| 29°0′N 80°52′W / 29.000°N 80.867°W   | المحيط الأطلسي            | مرورا بشمال the جزيرة لا بالما (في 28°51′N 17°54′W / 28.850°N 17.900°W), إسبانيا                                                                |
| 29°0′N 13°49′W / 29.000°N 13.817°W   | إسبانيا                   | جزيرة لانزاروت |
| 29°0′N 13°29′W / 29.000°N 13.483°W   | المحيط الأطلسي            | |
| 29°0′N 10°33′W / 29.000°N 10.550°W   | المغرب                    | |
| 29°0′N 8°14′W / 29.000°N 8.233°W     | الجزائر                   | |